# Torre Canavese
Torre Canavese (piemontesisch la Tor Bèr) ist eine italienische Gemeinde in der Metropolitanstadt Turin (TO), Region Piemont.

## Lage und Einwohner
Torre Canavese liegt knapp 42 Kilometer nördlich von Turin. Der Ort liegt auf einer Höhe von 417 m über dem Meeresspiegel. Das Gemeindegebiet umfasst eine Fläche von 5 km² und hat 613 Einwohner (Stand 31. Dezember 2023). Die Nachbargemeinden sind Castellamonte, Quagliuzzo, Strambinello, Baldissero Canavese, San Martino Canavese, Bairo und Agliè.

## Geschichte

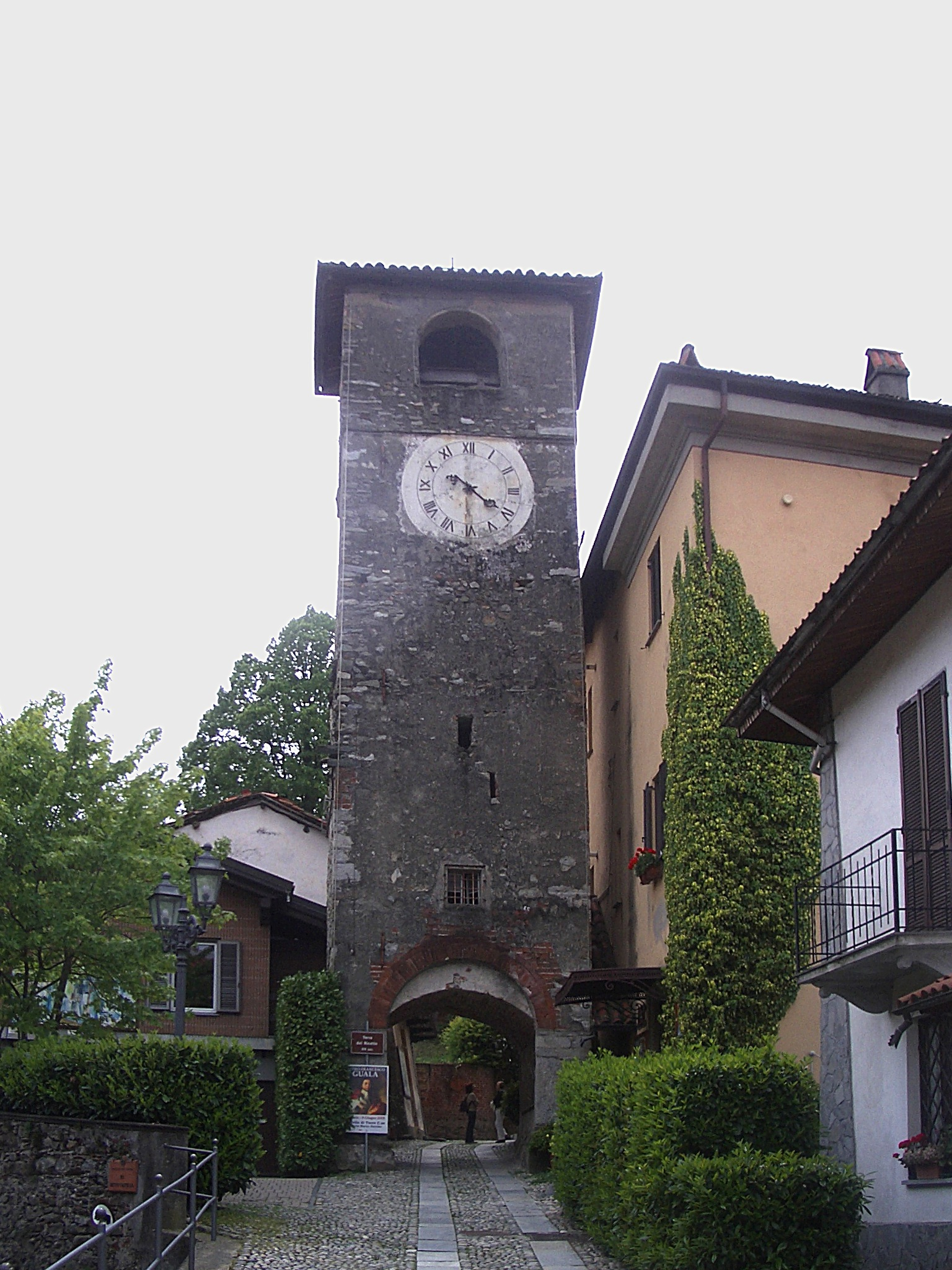
Turm ricetto

Das Moränengebiet, auf dem die Stadt liegt, war bereits in der Bronzezeit besiedelt, wie einige Funde in den nahegelegenen Torfmooren belegen. Die Römer besetzten das Gebiet nach dem siegreichen Krieg gegen die Salassi (143 v. Chr.), einen gallischen Stamm, der sich in der Gegend von Canavese niederließ. Der Bau eines Turms an der Kreuzung zwischen der Romea-Straße und einer zweiten Straße, die nach Valchiusella führte, geht auf die Römerzeit zurück und der Ort erhielt von ihm seinen Namen.
Im höchsten Teil der Stadt befindet sich eine Burg, deren Bau auf die Zeit von König Arduino zurückgeht. Arduinos zweiter Sohn, Guidone (?–1037), lebte in der Burg bis 1018, als er zum Marquis von Ivrea gewählt wurde.
Die Stadt wird zum ersten Mal in einem Dokument aus dem 11. Jahrhundert erwähnt, in dem sie unter dem Namen Turre Canepitii erscheint; Zu dieser Zeit gehörte es bereits zum Lehen der Grafen von San Martino, einer Adelsfamilie, die die historischen Ereignisse in der Gegend von Canavese maßgeblich beeinflusste.
Erhalten geblieben ist der Zufluchtsturm mit der Tür, die den Zugang zum befestigten Teil rund um die Burg ermöglichte und der Aufbewahrung der Vermögenswerte der Gemeinde und der Verteidigung im Falle eines feindlichen Angriffs diente.
Die Regentschaft über das Lehen lag jahrhundertelang bei den Grafen von San Martino, Vasallen des Hauses Savoyen. Einer der Kadetten dieser Dynastie war gegen Mitte des 16. Jahrhunderts für den Bau einer Adelsresidenz namens „Palast“ verantwortlich, die in der Nähe der Burg stand.
Die Gemeinde trug den Namen Torre di Bairo (von dem sich der piemontesische Name La Tur ad Ber ableitet), der heute nur noch als La Tur bekannt ist.
Im Jahr 1929 wurde die Gemeinde Torre mit der Nachbargemeinde Bairo vereinigt und erhielt für beide den einzigartigen Namen Bairo.
Am 30. Mai 1955 wurde per Dekret festgelegt, dass Torre ab dem 1. Juli desselben Jahres wieder eine autonome Gemeinde mit dem Namen Torre Bairo sein würde. Am 2. August 1961 änderte es seinen Namen in „Torre Canavese“.

## Kunst in der Gemeinde

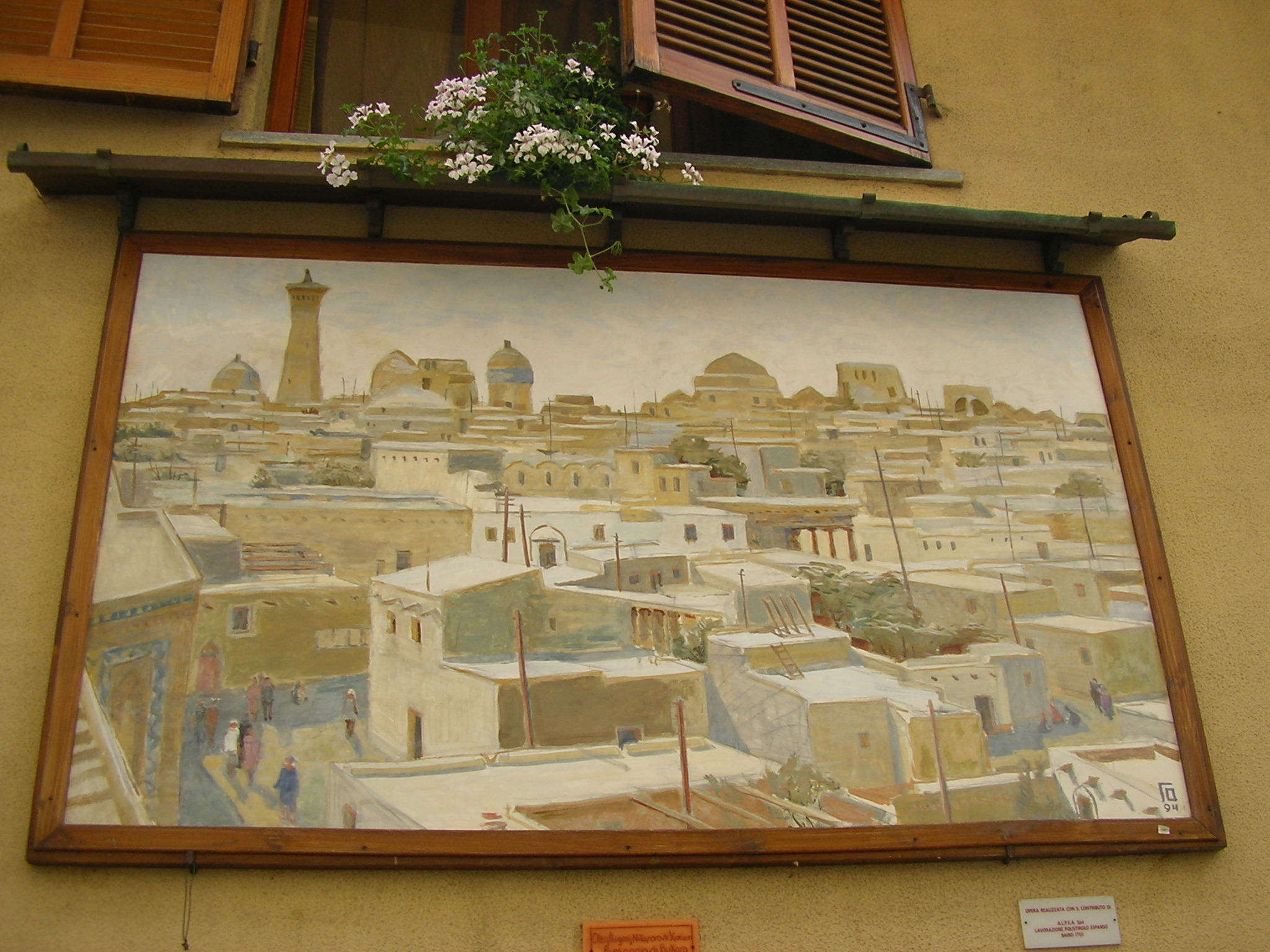
Russische Malerei im Dorf

Heute ist das Schloss, das im Laufe der Zeit schrittweise Umbauten und Modernisierungen erfahren hat, Eigentum der Erben des Antiquars und Kunsthändlers Marco Datrino. Seine Initiative führte zu einer Reihe prestigeträchtiger Ausstellungen, die der Stadt Berühmtheit verschafften.
Erwähnenswert sind vor allem die Ausstellung „Schätze des Kremls“ aus dem Jahr 1993, in der kostbare Schätze gezeigt wurden, die Russland nie zuvor verlassen hatten, sowie die erfolgreichen Ausstellungen „Russische Malerei im Kiewer Museum“ und „Sowjetische Kunst“.
Das Ergebnis dieser Ausstellungen und die durch sie geknüpften Kontakte zu einer Vielzahl von Künstlern aus der ehemaligen Sowjetunion führten zu der von der Verwaltung geteilten Initiative, die Stadt mit von ihnen geschaffenen bemalten Tafeln in der eindrucksvollen Straßenszenerie zu verschönern, dass man von der Piazza Olivetti zur mittelalterlichen Schutzhütte hinaufsteigt, einer Art Freilichtmuseum. Es gibt auch Werke einiger kanavesischer Künstler.
Die Stadt bietet sich als Touristenattraktion auch aufgrund ihrer Fähigkeit an, ihr historisches Erbe aufzuwerten (es gibt sechs Kirchen, von denen einige sehr alten Ursprungs sind), der Sorgfalt, mit der die städtische Einrichtung gepflegt wird, sowie den zahlreichen Ausflugsrouten in der Umgebung zu Fuß oder mit dem Fahrrad.
Es gibt auch eine kleine Kunstgalerie, die nach Raisa Gorbatschow benannt ist.
In Torre Canavese schuf der Bühnenbildner Massimo Antonello Geleng 2009 einen Kino-Themenpark namens Viassa Felliniana, der dem Regisseur Federico Fellini gewidmet war.